# (15360) Moncalvo
(15360) Moncalvo est un astéroïde de la ceinture principale.

## Description
(15360) Moncalvo est un astéroïde de la ceinture principale. Il fut découvert le 14 février 1996 à Cima Ekar par Maura Tombelli et Giuseppe Forti. Il présente une orbite caractérisée par un demi-grand axe de 2,37 UA, une excentricité de 0,18 et une inclinaison de 2,9° par rapport à l'écliptique.

## Compléments